# Anne Stegmann
Anne Stegmann (* 1946) ist eine deutsche Schauspielerin.

## Leben
Bekannt wurde Anne Stegmann nach ihrer Rolle als Aglaja in Rolf von Sydows Verfilmung von Dostojewskis Idiot (1968) mit der Serie Salto mortale, in der sie von 1969 bis 1972 die Theresa spielte. Es folgten Rollen in Serien wie Graf Yoster gibt sich die Ehre und Lokalseite unten links. In der Serie Semesterferien spielte sie 1972 neben Gerhart Lippert die weibliche Hauptrolle der Ellen Taichmann. In der Verfilmung von Carl Zuckmayers Die Fastnachtsbeichte spielt sie 1974 neben Hannes Messemer die Bettine. Im Kino spielte sie 1976 die Hauptrolle im Kriegsfilm Unternehmen V2.
Außerdem spielte sie auch Theater, unter anderem in Wien und Düsseldorf.
Heute ist Anne Stegmann vor allem in Gastrollen von Serien wie Der Bulle von Tölz, Aus heiterem Himmel, Tatort, Vorsicht Falle!, Forsthaus Falkenau, Die Rosenheim-Cops, Aktenzeichen XY und SOKO 5113 zu sehen. Seit 2017 steht sie mit dem Stück „Paulette – Oma zieht durch“ auf der Theaterbühne.
Anne Stegmann war mit dem Schauspieler Ernst Cohen verheiratet und hat zwei Kinder. Sie wohnt in München.

## Filmografie
- 1968: Der Idiot (Fernsehserie, 3 Folgen)
- 1968:  Pension Schöller (Fernsehfilm)
- 1969: Salto Mortale (Fernsehserie, 7 Folgen)
- 1970: Graf Yoster gibt sich die Ehre (Fernsehserie, 1 Folge)
- 1972: Semesterferien (Fernsehserie, 13 Folgen)
- 1974: Lokalseite unten links (Fernsehserie)
- 1976: Die Fastnachtsbeichte (Fernsehfilm)
- 1977: Unternehmen V2
- 1977: Der Weilburger Kadettenmord (Fernsehfilm)
- 1981: Der Bockerer (Fernsehfilm)
- 1997: Der Bulle von Tölz: Bei Zuschlag Mord
- 1998: Der Bulle von Tölz: Mord im Irrenhaus
- 1998–2013: SOKO München (Fernsehserie, 6 Folgen)
- 1999: Der Bulle von Tölz: Tod aus dem All
- 1999: Aus heiterem Himmel (Fernsehserie, 1 Folge)
- 1999: Tatort – Starkbier
- 1999: Medicopter 117 – Jedes Leben zählt – Viren an Bord (Fernsehserie)
- 1999: Ein Fall für Zwei (Fernsehserie, 1 Folge)
- 1999–2000: Vorsicht Falle – Nepper, Schlepper, Bauernfänger (Fernsehserie, 2 Folgen)
- 1999: Fast ein Gentleman (Fernsehserie)
- 1999: Aeon – Countdown ins All
- 2000: Sylvia – Eine Klasse für sich (Fernsehserie)
- 2001: Tango Americano (Kurzfilm)
- 2002: Vater wider Willen (Fernsehserie, 1 Folge)
- 2002–2008: Forsthaus Falkenau (Fernsehserie, 5 Folgen)
- 2002–2020: Aktenzeichen XY ... ungelöst (Fernsehserie, 13 Folgen)
- 2005: Tatort: Schneetreiben
- 2006: Die Rosenheim-Cops – Ein Geständnis zu viel (Fernsehserie)
- 2013: Utta Danella (Fernsehserie, 1 Folge)
- 2015: Mutterliebe (Kurzfilm)
- 2018: Der Alte (Fernsehserie, Folge 415)
- 2023  Aktenzeichen XY … ungelöst |31. Oktober

## Theater
- 1968: Die kleinen Füchse – Regie: Werner Kraut (Bühne 64 Zürich)
- 1969: Komm wieder, kleine Sheba – Regie: Michael Kehlmann (Landgraf-Tournee)
- 1970: Die Wirkung von Gammastrahlen – Regie: O.E. Hasse (Düsseldorfer Schauspielhaus)
- 1970: Die kahle Sängerin – Regie: Eugène Ionesco (Düsseldorfer Schauspielhaus)
- 1970–1971: Festengagement, Diverse Rollen – Regie: Diverse Regisseure (Düsseldorfer Schauspielhaus)
- 1971: Tartuffe – Regie: Werner Kraut (Düsseldorfer Schauspielhaus)
- 1971: Pygmalion – Regie: Maximilian Schell (Düsseldorfer Schauspielhaus)
- 1971–1972: Tabula Rasa – Regie: E. Müller-Elmau (Deutsches Theater Göttingen)
- 1971–1972: Rumpelstilz – Regie: Michael Propfe (Deutsches Theater Göttingen)
- 1971–1972: Musik – Regie: E. Müller-Elmau (Deutsches Theater Göttingen)
- 1971–1976: Festengagement, Diverse Rollen – Regie: Diverse Regisseure (Deutsches Theater Göttingen)
- 1972–1973: Der Menschenfreund – Regie: Peter Eschberg (Deutsches Theater Göttingen)
- 1972–1973: Schule der Frauen – Regie: Günther Fleckenstein (Deutsches Theater Göttingen)
- 1972–1973: Nathan der Weise – Regie: Günther Fleckenstein (Deutsches Theater Göttingen)
- 1972–1973: Kabale und Liebe – Regie: Stefan Stroux (Deutsches Theater Göttingen)
- 1973–1974: Der Kaufmann von Venedig – Regie: Walter Davy (Deutsches Theater Göttingen)
- 1973–1974: Komödie der Irrungen – Regie: E. Müller-Elmau (Deutsches Theater Göttingen)
- 1973–1974: Totalschaden – Regie: Lutz Hochstraate (Deutsches Theater Göttingen)
- 1974–1975: Die Häuser des Herrn Sartorius – Regie: E. Müller-Elmau (Deutsches Theater Göttingen)
- 1974–1975: Ehen werden im Himmel geschlossen – Regie: Günther Fleckenstein (Deutsches Theater Göttingen)
- 1975: Jenseits von Gut und Böse – Regie: Eberhard Itzenplitz (Thalia-Theater Hamburg)
- 1975: Sweet Charity – Regie: Helmut Baumann (Thalia-Theater Hamburg)
- 1975: Festengagement, Diverse Rollen – Regie: Diverse Regisseure (Thalia Theater Hamburg)
- 1976: Minna von Barnhelm – Regie: Gustav Manker (Volkstheater Wien)
- 1976: Die Gaunereien des Scappino – Regie: Gilbert Deflo (Festspiele Bad Hersfeld)
- 1976: Hexenjagd – Regie: E. Müller-Elmau (Deutsches Theater Göttingen)
- 1976–1980: Festengagement, Diverse Rollen – Regie: Diverse Regisseure (Volkstheater Wien)
- 1977: Gesellschaft – Regie: Hans Jaray (Volkstheater Wien)
- 1977: Der Barometermacher auf der Zauberinsel – Regie: Gustav Manker (Volkstheater Wien)
- 1978: Dämmerung – Regie: Fritz Zecha (Steirischer Herbst Graz)
- 1979: Der Bockerer – Regie: Dietmar Pflegerl (Volkstheater Wien)
- 1979: Der Floh im Ohr – Regie: Fritz Muliar (Volkstheater Wien)
- 2016: Mr. & Mrs. Nobel – Regie: Werner Haindl (Agon Theater Tournee)
- 2017: Paulette – Regie: Thomas Donndorf (Tournee a.gon)
- 2019: Paulette – Regie: Thomas Donndorf (Tournee a.gon)